# Liekosaari (ö i Härkäjärvi)
Liekosaari är en ö i Finland. Den ligger i Härkäjärvi och i kommunen Sankt Michel och landskapet Södra Savolax, i den södra delen av landet, 240 km norr om huvudstaden Helsingfors. Öns area är 25,7 hektar och dess största längd är 0,9 kilometer i nord-sydlig riktning.